# 73 Pułk Zmechanizowany

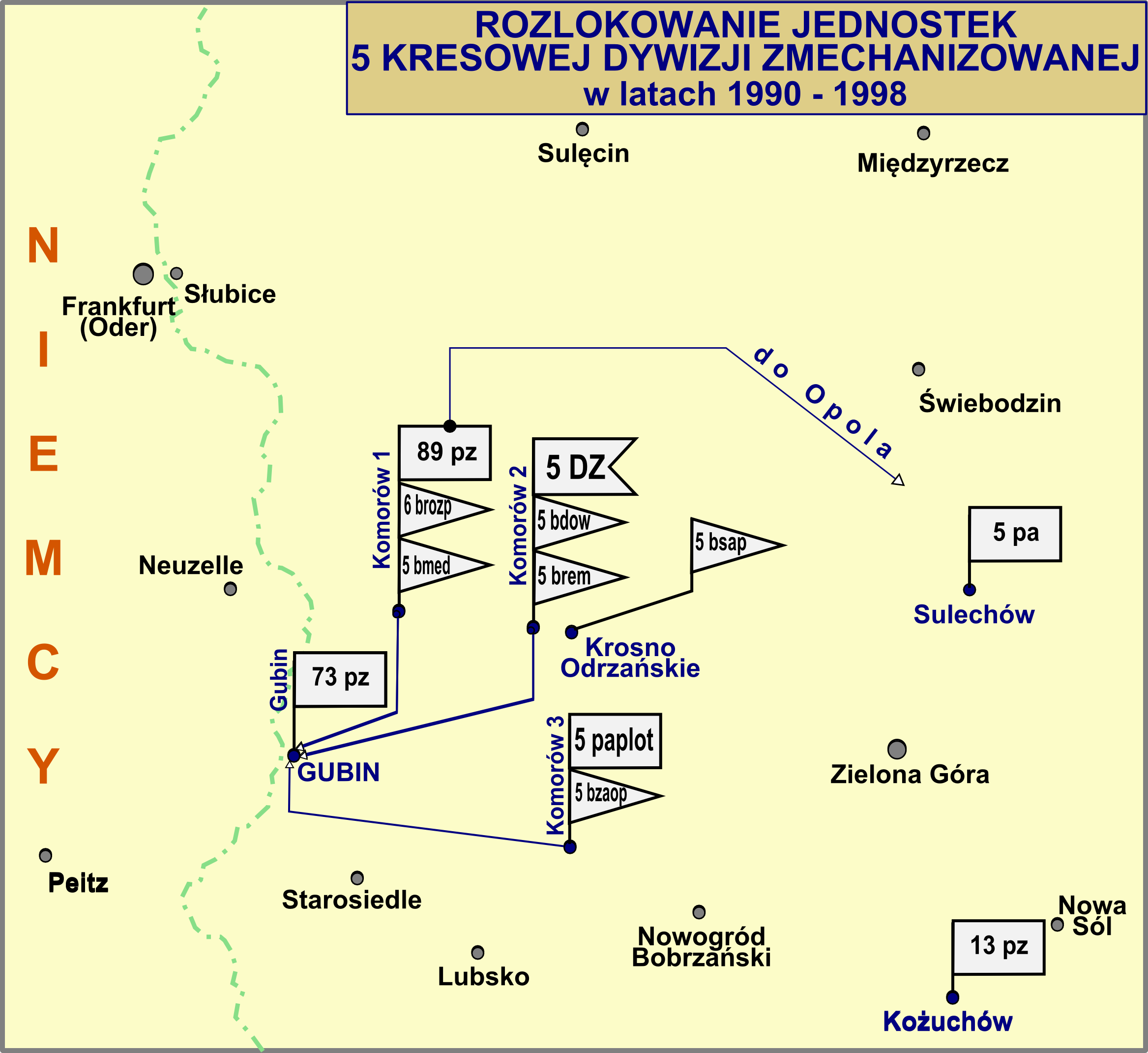
Rozlokowanie jednostek Dywizji

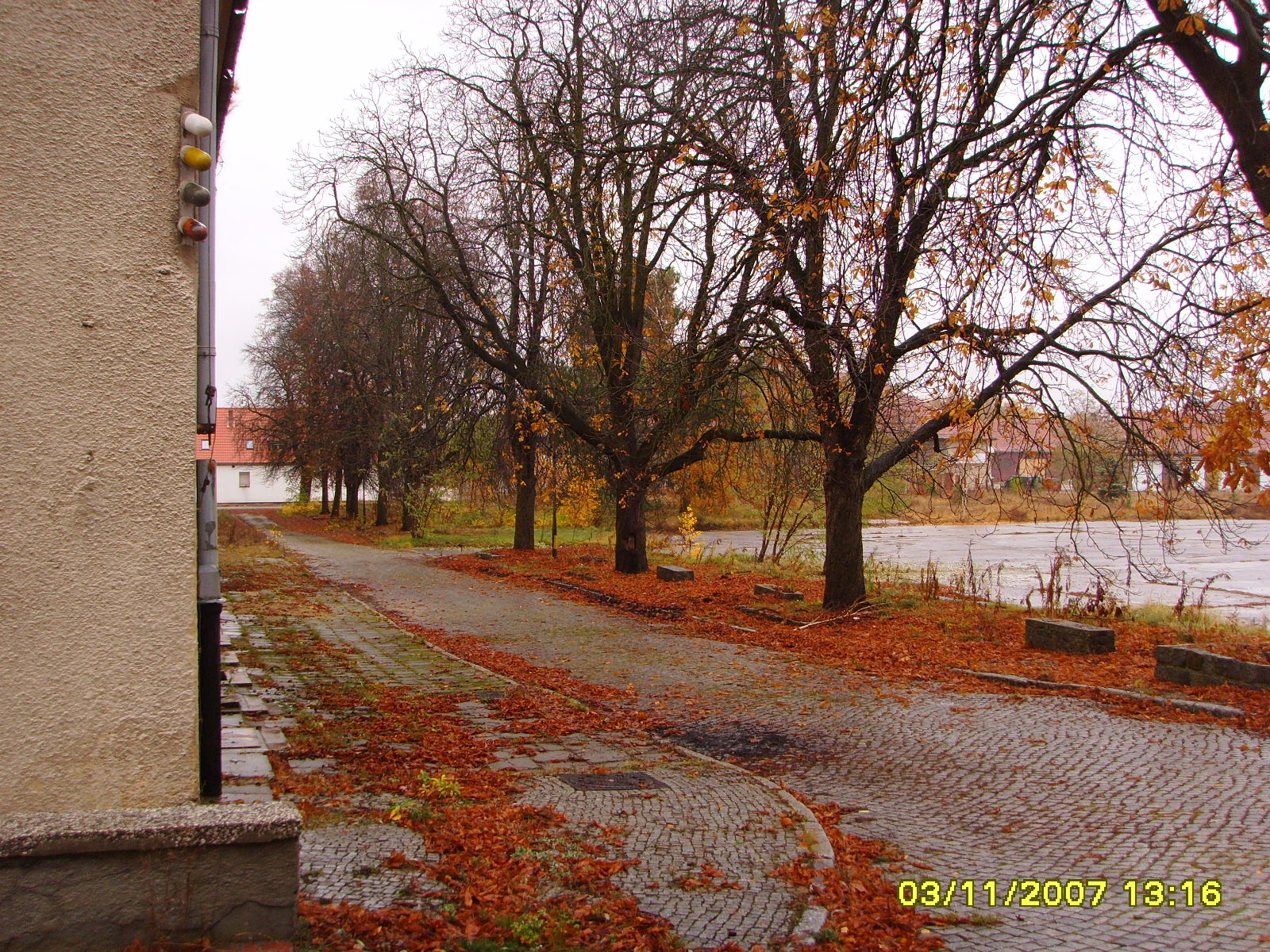
"Smutne koszary" koszary 10 lat po rozwiązaniu jednostek

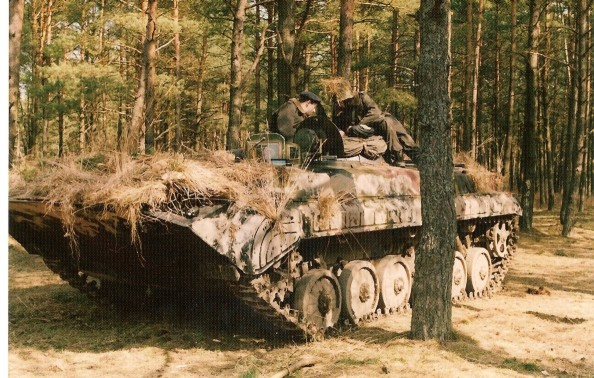
Podstawowy wóz bojowy pułku lat 80. i 90. XX w. – BWP-1

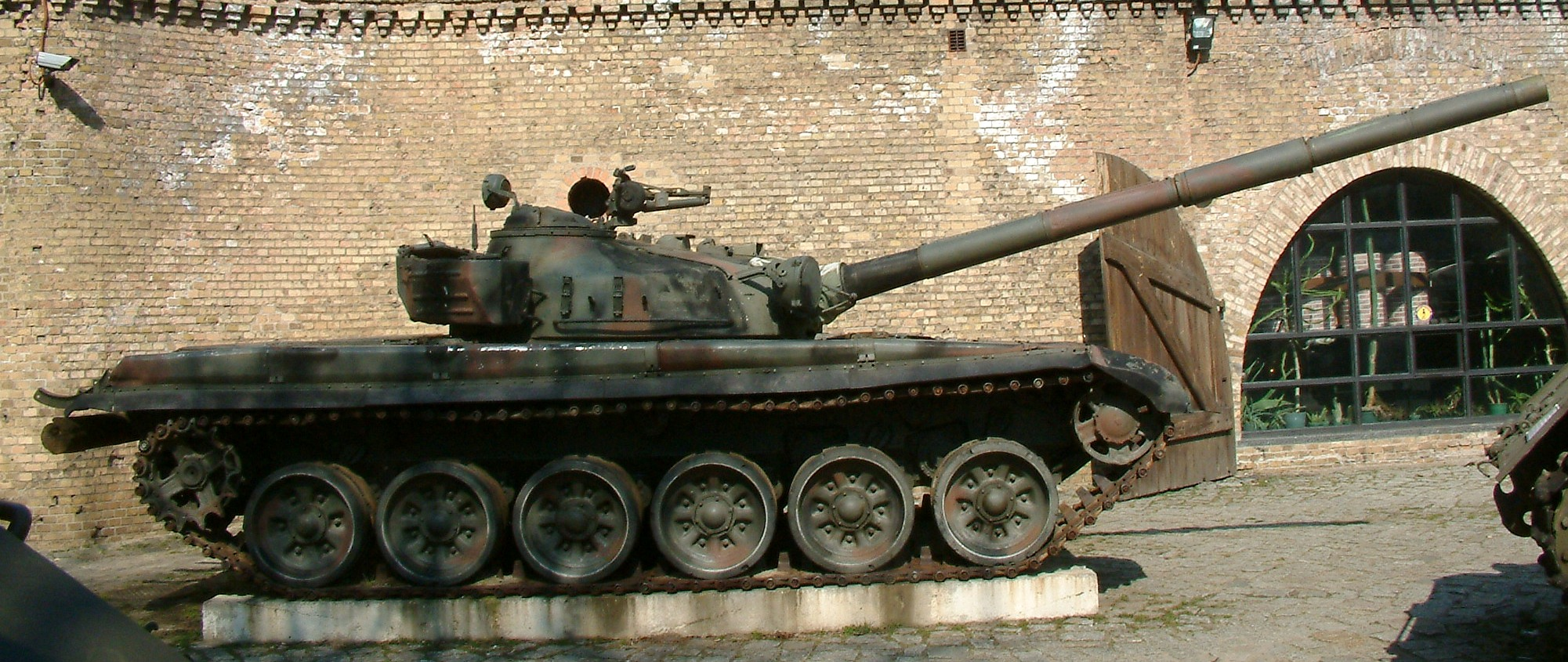
T 72- ten typ czołgu był na wyposażeniu pułku po 1989

73 Pułk Zmechanizowany Ułanów Karpackich (73 pz) – dawny oddział zmechanizowany Wojska Polskiego.

## Historia
Pułk sformowany został na podstawie rozkazu organizacyjnego Ministra Obrony Narodowej nr 0045/Org. z 17 maja 1951, w składzie 19 Dywizji Zmechanizowanej. Stacjonował w garnizonie Gubin-Komorów. Po rozwiązaniu 72 pułku zmechanizowanego przeniesiony został do koszar "przy stacji". Do 15 stycznia 1953 przeformowany został na etat Nr 5/105 pułku zmechanizowanego. Po przeformowaniu 19 DZ (19 DPanc) wszedł w skład 5 Saskiej Dywizji Pancernej.
31 sierpnia 1958 roku na Placu Wdzięczności (obecnie Chrobrego) w Gubinie odbyła się uroczystość wręczenia pułkowi sztandaru, który nadała Rada Państwa. Sztandar wręczył zastępca dowódca ŚOW ds. politycznych gen. bryg. Franciszek Księżarczyk, a odebrał dowódca pułku płk Michał Krzaczkowski.
Wiosną 1962 wprowadzono zmiany w etacie pułku. W miejsce samochodów ciężarowych znajdujących się w batalionach piechoty zmotoryzowanej, kompanii łączności i plutonie rozpoznawczym wprowadzono transportery opancerzone BTR-152 i BTR-40.
W 1963 roku pułk przeformowany został na 73 pułk czołgów średnich. Przykładowy nr czołgu:1450.
We wrześniu 1989 przejął nazwę i tradycje Pułku Ułanów Karpackich. Uroczystość przejęcia tradycji odbyła się na placu obok ruin fary. Mszę polową celebrował biskup polowy WP gen. bryg. Sławoj Leszek Głódź, a na uroczystość przybyło 18 żyjących karpatczyków. Jednocześnie przeformował się na 73 pułk zmechanizowany. Wchodził w skład 5 Kresowej Dywizji Zmechanizowanej. W 1998 na bazie pułku zorganizowana została 5 Brygada Zmechanizowana, którą podporządkowano dowódcy 4 Lubuskiej Dywizji Zmechanizowanej.

## Żołnierze
Dowódcy:
- ppłk Michał Witorzenc (1951–1956)[9]
- ppłk Kazimierz Kuźmicki (1956–1957)
- ppłk Michał Krzaczkowski (1957–1959)
- ppłk Zygmunt Stawski (1959–1963)
- ppłk Józef Międzybrodzki (1963 do przeformowania w 73 pcz)
- mjr dypl. Andrzej Muth
- mjr dypl. Andrzej Lelewski
- ppłk dypl. Mieczysław Stachowiak
- mjr dypl. Wiesław Michnowicz
- mjr dypl. Jarosław But

Oficerowie
- Michał Hebda
- Zbigniew Smok
- Edward Rogala

## Organizacja na początku lat 90. XX wieku
- Dowództwo
- Sztab
- kompania łączności
- pluton regulacji ruchu
- 1 batalion zmechanizowany
- 2 batalion zmechanizowany
- 1 batalion czołgów
- 2 batalion czołgów
- dywizjon artylerii samobieżnej
- dywizjon przeciwlotniczy
- bateria przeciwpancerna
- kompania saperów
- kompania rozpoznawcza
- kompania zaopatrzenia
- kompania remontowa
- kompania medyczna

## Odznaka pułkowa
Odznakę stanowią dwie skrzyżowane lance z proporcami, których górne pole zakreskowane jest poziomo, a dolne pionowo. Nałożono na nie tarczę w kolorze złota, zwieńczoną szyszakiem rycerskim z zamkniętą przyłbicą. Na tarczy dwie palmy oparte na półksiężycu. Pod tarczą została umieszczona srebrna wstęga z plastycznym napisem UŁANI KARPACCY.
Odznakę o wymiarach 43x33 mm, zaprojektowaną przez Stanisława Zakrzewskiego i Wilhelma Jarema, wykonano w pracowni grawerskiej Piotra Podkowińskiego w Warszawie. Pierwsze odznaki wręczono 7 maja 1991.

## Przeformowania
73 Pułk Zmechanizowany → 73 Pułk Czołgów → 73 Pułk Zmechanizowany Ułanów Karpackich

## Ciekawostki
W 1974 roku pułk wraz z garnizonem zdobył tytuł Mistrza Gospodarności Wojskowej, a w 1988 Wzór Gospodarności Wojskowej
W marcu 1993 roku z żołnierzami pułku spotkał się przebywający w garnizonie Gubin wiceminister obrony narodowej Bronisław Komorowski. Towarzyszył mu zastępca szefa Sztabu Generalnego WP gen. dyw. Leon Komornicki.
W styczniu 1994 roku gościła w pułku grupa oficerów amerykańskich, dowódców pododdziałów z 1 Dywizji Pancernej stacjonującej w Niemczech. Była to pierwsza taka wizyta w mieście po zakończeniu II wojny światowej.
22 sierpnia 1998 roku żołnierze 73 pułku i niemieckiej 37 Brygady Strzelców w centrum Gubina złożyli przysięgę wojskową. Udział wzięli ministrowie obrony narodowej Janusz Onyszkiewicz i Volker Rühe. Było to nienotowane wydarzenie w powojennej historii miasta, a także Polski.

## Galeria

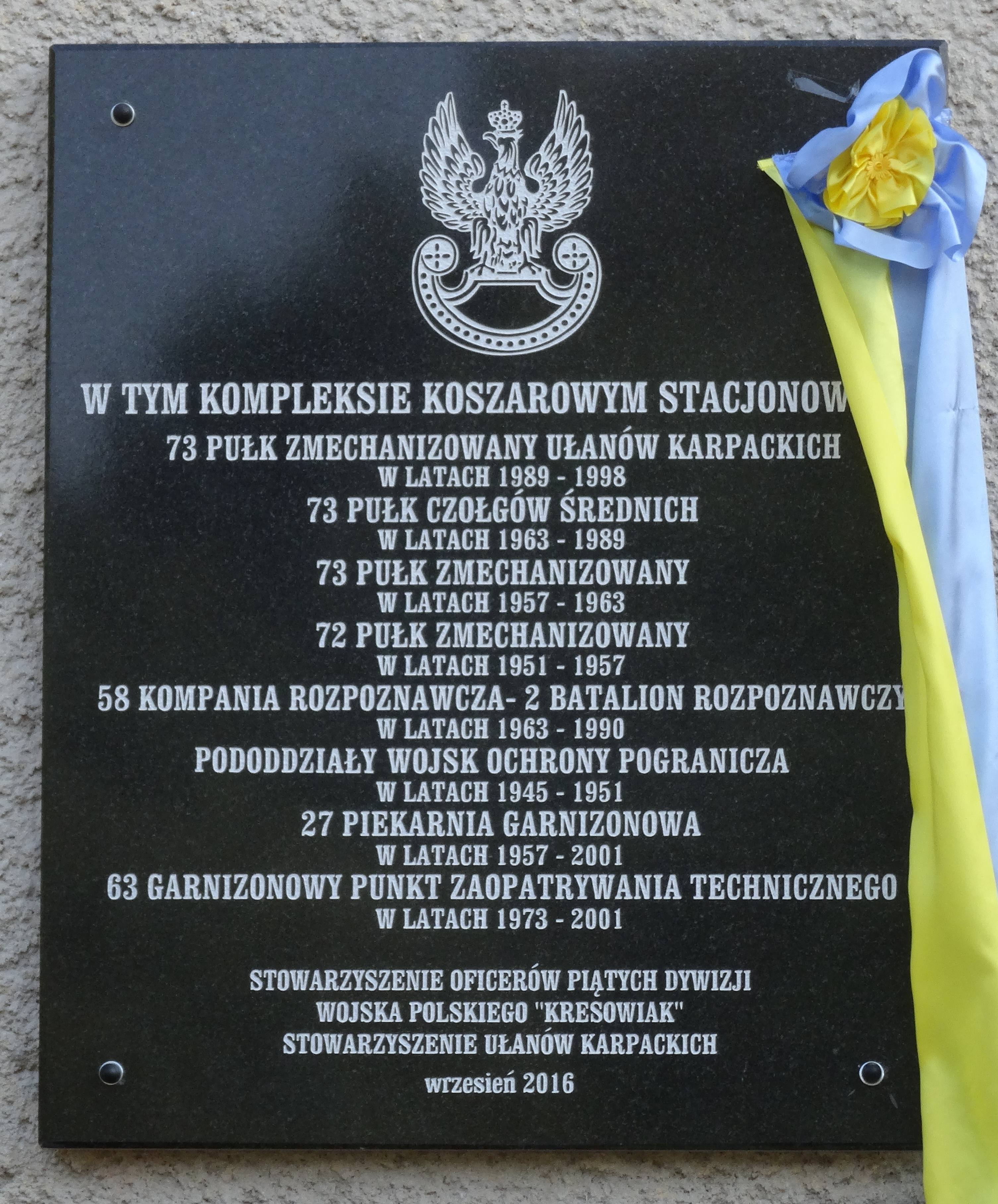
Tablica upamiętniająca stacjonowanie pułku w koszarach „pod stacją”
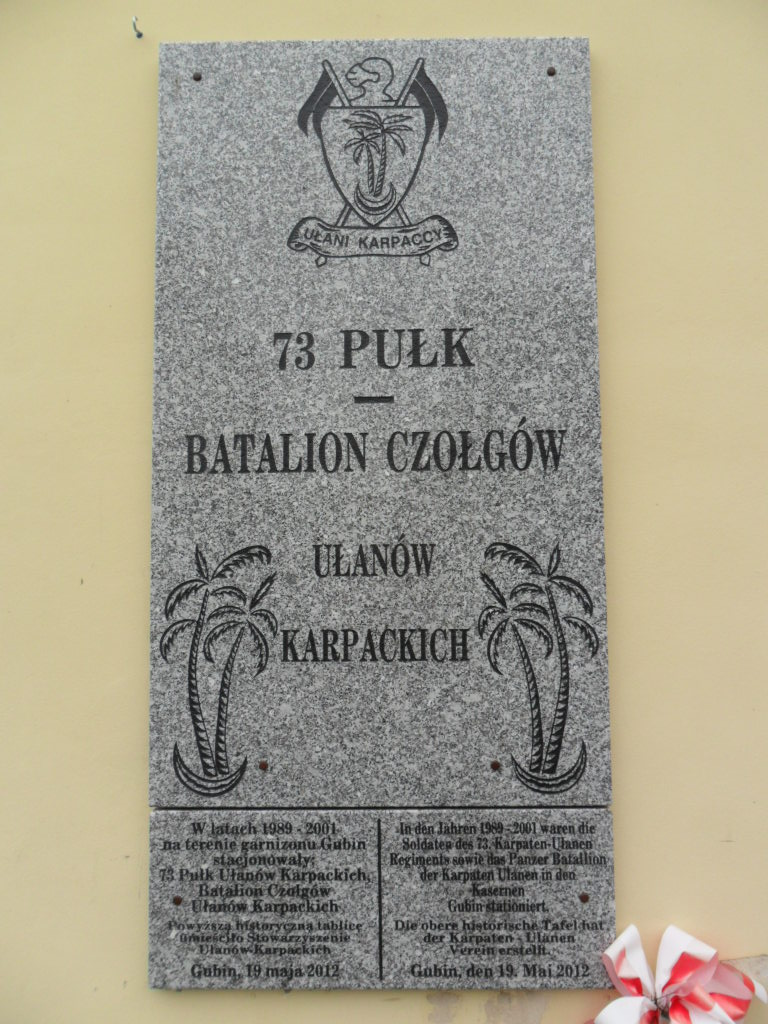
Tablica pamiątkowa znajdująca się na ścianie ratusza w Gubinie
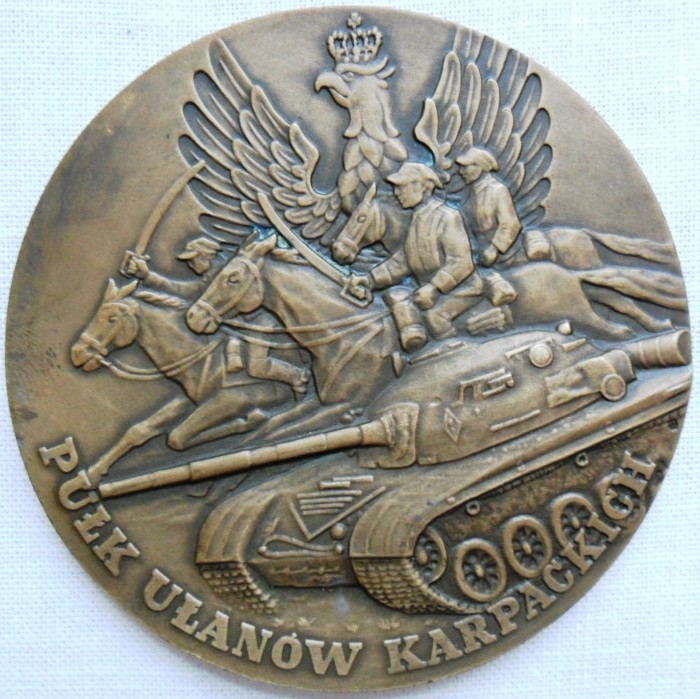
Awers medalu pamiątkowego Pułku Ułanów Karpackich
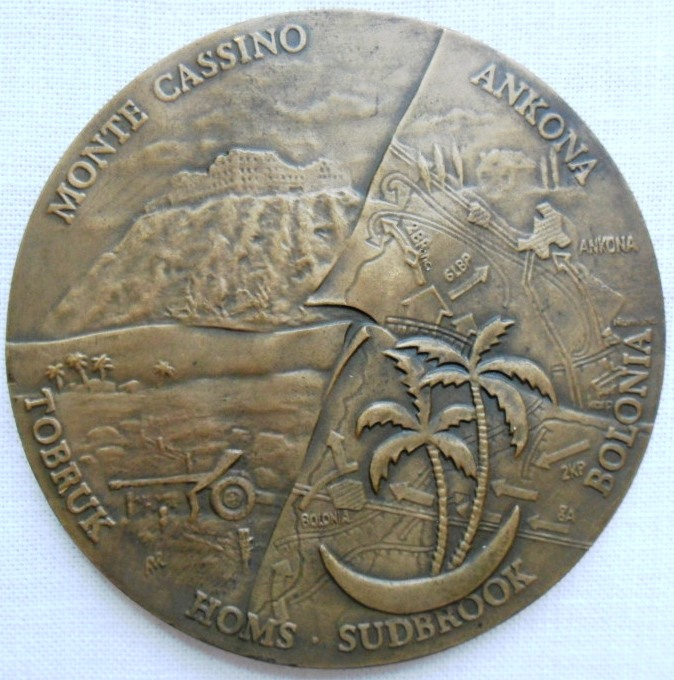
Rewers medalu pamiątkowego Pułku Ułanów Karpackich
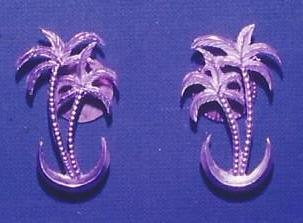
Korpusówki Pułku Ułanów Karpackich